# Euproctis rufiterga
Euproctis rufiterga är en fjärilsart som beskrevs av George Francis Hampson 1910. Euproctis rufiterga ingår i släktet Euproctis och familjen tofsspinnare. Inga underarter finns listade i Catalogue of Life.